# Radulomyces
Radulomyces es un género de hongos en la familia Pterulaceae. El género posee una amplia distribución y contiene 11 especies de hongos tipo costra. Fue circunscrito por el botánico danés Mads Peter Christiansen en 1960, Radulomyces confluens es la especie tipo.

## Especies
- R. confluens
- R. fuscus
- R. kamaaina
- R. molaris
- R. notabilis
- R. paumanokensis
- R. poni
- R. probatus
- R. rickii
- R. subsigmoideus
- R. tantalusensis